# Parlement arabe
 (avril 2010).

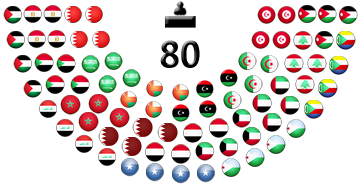
Un graphique montrant le nombre de sièges des États membres au Parlement arabe, 2020

Le parlement arabe est un parlement créé après le sommet de la Ligue arabe de 2001. C'est un parlement provisoire qui vise à mettre sur pied un parlement permanent, où les députés seront élus sur le modèle du Parlement européen.

## Création
En 2001, les pays arabes ont accepté de créer et de financer un parlement arabe, et d'accorder au secrétaire-général de la Ligue, Amr Moussa les pouvoirs de créer et de mettre sur pied cette assemblée. 
La première session a été tenue au Caire le 27 décembre 2005. La formation de l'assemblée a été approuvée lors du sommet de la Ligue arabe d'Alger, en mars 2005. Inspirée du parlement européen, l'assemblée est consultative et transitoire. Le parlement est composé de deux parlementaires par pays, nommés pour un mandat de cinq ans.
Le parlement se trouve aujourd'hui à Damas et doit préparer la création « d'un Parlement permanent qui, pour assurer son ancrage populaire, serait élu selon le modèle du Parlement européen ». Le parlement débat des dossiers relatifs aux dangers menaçant la sécurité arabe, des problèmes économiques et sociaux ainsi que des droits de l'homme.

## Composition de l'assemblée
Le parlement est composé de 67 députés, issus de 22 pays arabes.
Le koweïtien Ali Salem Deqbasi (aussi transcrit Ali Al-Salem Al-Dekbas) est le président actuel de cette assemblée (depuis le 22 mars 2011),.
- Algérie Abdallah Bousnan
- Algérie Abdelhak Boumashra
- Algérie Ammar Sa'adany
- Algérie Amr Bouiflan
- Bahreïn Abdelaziz Abdallah al-Moussiy
- Comores Elwei Sayed Mohammed
- Comores Noureddine Midlaj
- Djibouti Abderrahmane Hassan Riala
- Djibouti Fahmy Ahmed Mohammed al-Hajj
- Djibouti Moemen Bahdoun Fareh
- Djibouti Mohammed Edwita Yousif
- Égypte Ragaa Ismail al-Arabi
- Égypte Saâd Gamal
- Égypte Sana Abd al-Men'eem al-Banna
- Égypte Mustafa al-Faqy
- Émirats arabes unis Abderrahmane Ali al-Shamsy
- Émirats arabes unis Mohammed Salim el-Mazrouy
- Irak Sertib Mohammed Hussein
- Irak Moufid al-Jaza'ery
- Irak Noureddine Sa'id el-Heyaly
- Irak Abbas al-Biati
- Jordanie Salwa Damin el-Masri
- Jordanie Abdelkarim Faisal el-Daghmy
- Jordanie Abdelhady Attallah Ammegalli
- Jordanie Mohammed Abdallah Abou-Hedib
- Koweït Walid Khaled al-Gary
- Koweït Abdelwahed Mahmoud el-Awadi
- Koweït Mohammed Jasim al-Saqr
- Koweït Awad Bard el-Enzzi
- Liban Robert Iskandar Ghanem
- Liban Ali Khreiss
- Libye Hoda Fathy Salim Bin-Amer
- Mauritanie Salma Bint Tekdi
- Mauritanie Mohammed Weld el-Sheikh al-Moustafa
- Mauritanie Mohammed Weld Mohammed el-Hafez
- Mauritanie Mohammed Weld Harun Weld el-Sheikh Seddeya
- Maroc Abderrahmane Lidek
- Maroc Abdelwahed Radi
- Maroc Mustapha Oukacha, il est décédé le 13 novembre 2008.
- Oman Sief Bin Hashim el-Maskary
- Oman Fahd Bin-Majid al-Mamari
- Oman Soud Bin Ahmed el-Berouani
- Oman Ali Bin-Said e Behya'i
- Palestine Rawhi Fattuh
- Palestine Salim al-Zaanoun
- Qatar Aisha Yousif al-Mena'e
- Qatar Mubarak Ghanem Bouthamer Ali
- Qatar Nasser Khalil el-Jidah
- Arabie saoudite Mansour Bin-Mahmoud Abdelghaffar
- Arabie saoudite Mohammed Bin-Ibrahim Bin-Mohammed el-Helwa
- Arabie saoudite Mohammed Bin-Abdallah Bin-Mohammed el-Ghamdi
- Somalie Zacheria Mahmoud Hagi Abdi
- Somalie Mohammed Amr Tolha
- Somalie Mohammed Muaalim Abderrahmane
- Somalie Qamar Adam Ali
- Soudan Samia Hussein Sayed Ahmed
- Soudan Salih Ahmed el-Toum el-Omraby
- Soudan Mohammed el-Hussein al-Amin Ahmed Nasser
- Syrie Mahmoud el-Abrach
- Syrie Nasser Kadour
- Tunisie A'idah Morjane ép. Shamsi
- Tunisie Amara Makhloufi
- Tunisie Mohammed Sahbi Bouderbala
- Tunisie Mohammed Aouini
- Yémen Abdallah Ahmed Ghanem
- Yémen Ali Abdallah Abou-Hleika
- Yémen Mansour Aziz Hamoud el-Zendany

## Présidence du Parlement
- 2009-2011 : Huda Ben Amer (Libye)
- 2011-???? : Ali Salem Deqbasi (Koweït)
- 2012-2016 : Ahmed Ben Mohammed Al Jarwan (Émirats arabes unis)[3]
- 2018-2020 : Mishaal bin Fahm Al-Salami (Arabie Saoudite)[4]
- Depuis 2020 : Adel Abdelrahmane al-Assoumi